# Mèo sông Đông
Mèo sông Đông hay mèo không lông sông Đông là một nòi mèo nhà không có lông, xuất xứ từ nước Nga. Nòi mèo này xuất hiện lần đầu tiên vào năm 1987 tại thành phố Rostov trên sông Đông với việc một người nuôi mèo mang tên Elena Kobaleva phát hiện ra một con mèo không lông tại thành phố này. Nòi mèo này không có quan hệ huyết thống với nòi mèo Nhân sư hay mèo không lông Canada - loại không lông nổi tiếng trên thế giới. Trên thực tế, gien gây ra tình trạng không lông của mèo Nhân sư là một gien lặn, trong khi đó tính trạng không lông của mèo sông Đông là do một gien trội gây ra.
Mèo sông Đông được chính thức công nhận là một nòi mèo bởi Liên đoàn mèo thế giới (WCF) vào năm 1997 và bởi Hiệp hội mèo quốc tế (TICA) vào năm 2005. Tiêu chuẩn về kiểu hình của nòi mèo này là kích thước trung bình, cơ bắp vạm vỡ, tai to, mắt hình quả hạng nhọn và ngón chân dài có màng. Mặc dù không có lông nhưng nòi mèo này cũng cần được "chải chuốt" thường xuyên. Việc tắm rửa quá mức có thể khiến da chúng bị nhờn.
Nòi mèo trọc Pyotr là kết quả của sự lai giống mèo Xiêm và mèo lông ngắn phương Đông với mèo sông Đông, mục đích là nhằm tạo ra một giống mèo không lông có "diện mạo" kiểu phương Đông. Hiện nay việc lai giống giữa mèo sông Đông và mèo trọc Pyotr là không được phép.
Tuy nhiên, vẫn còn một số tổ chức chưa công nhận nòi mèo này và bày tỏ lo ngại về sức khỏe di truyền của mèo sông Đông. Một số ý kiến cho rằng gien trội "không lông" của mèo sông Đông và mèo trọc Pyotr có thể gây ra chứng loạn phát triển ngoại bì ở mèo trong tình trạng đồng hợp tử khiến bộ răng và khả năng tiết sữa bị ảnh hưởng tiêu cực.

## Hình ảnh

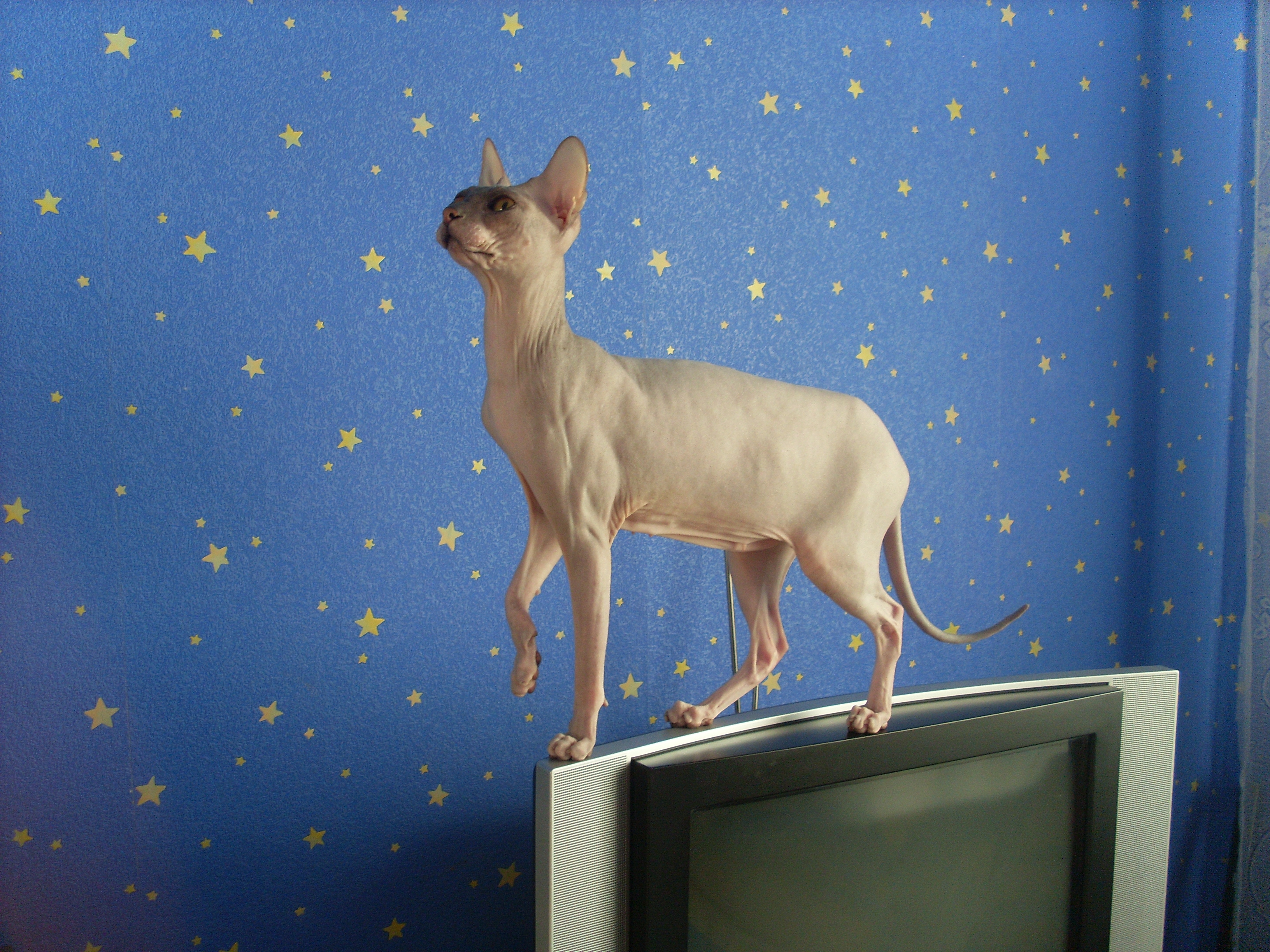
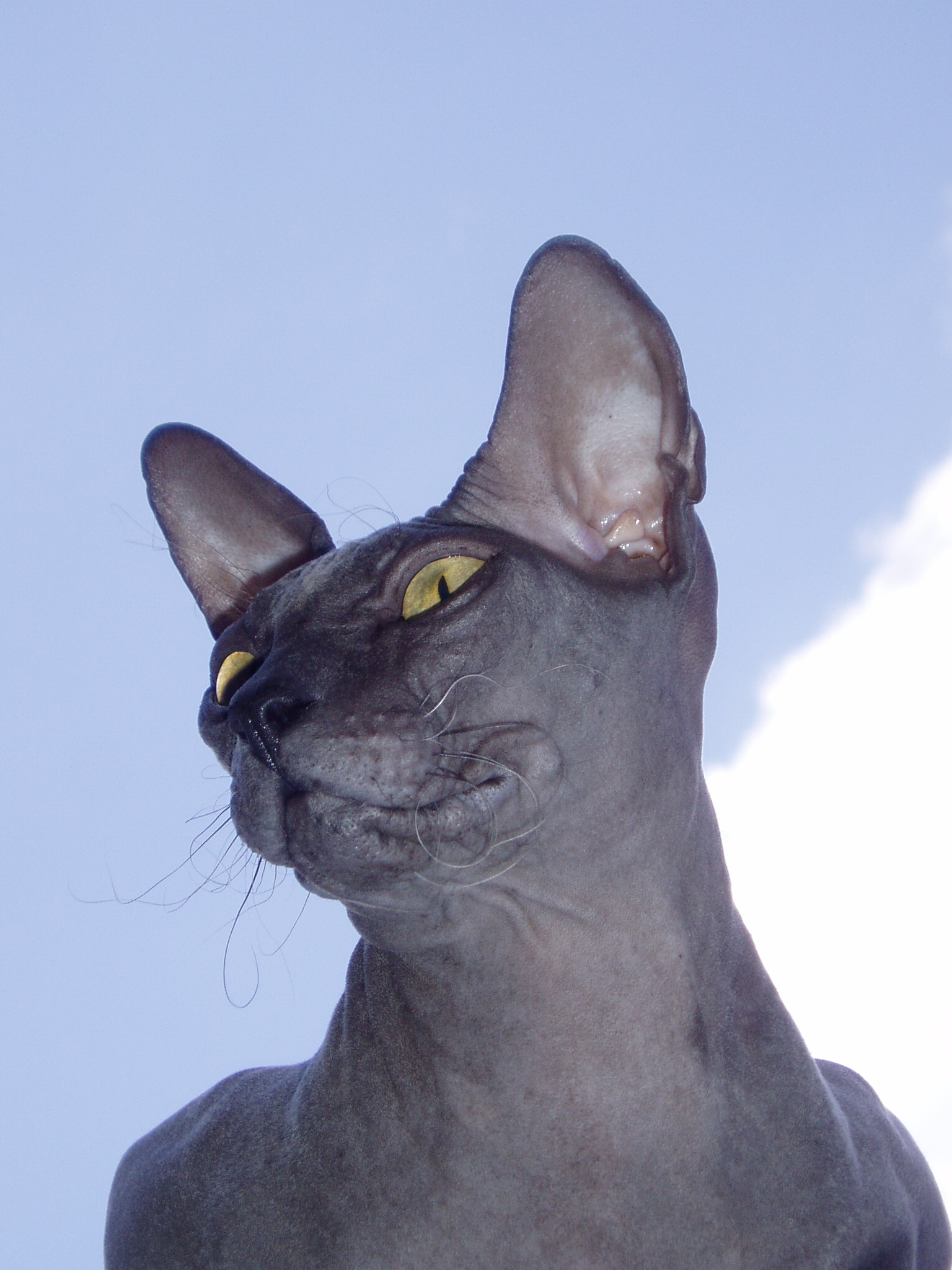
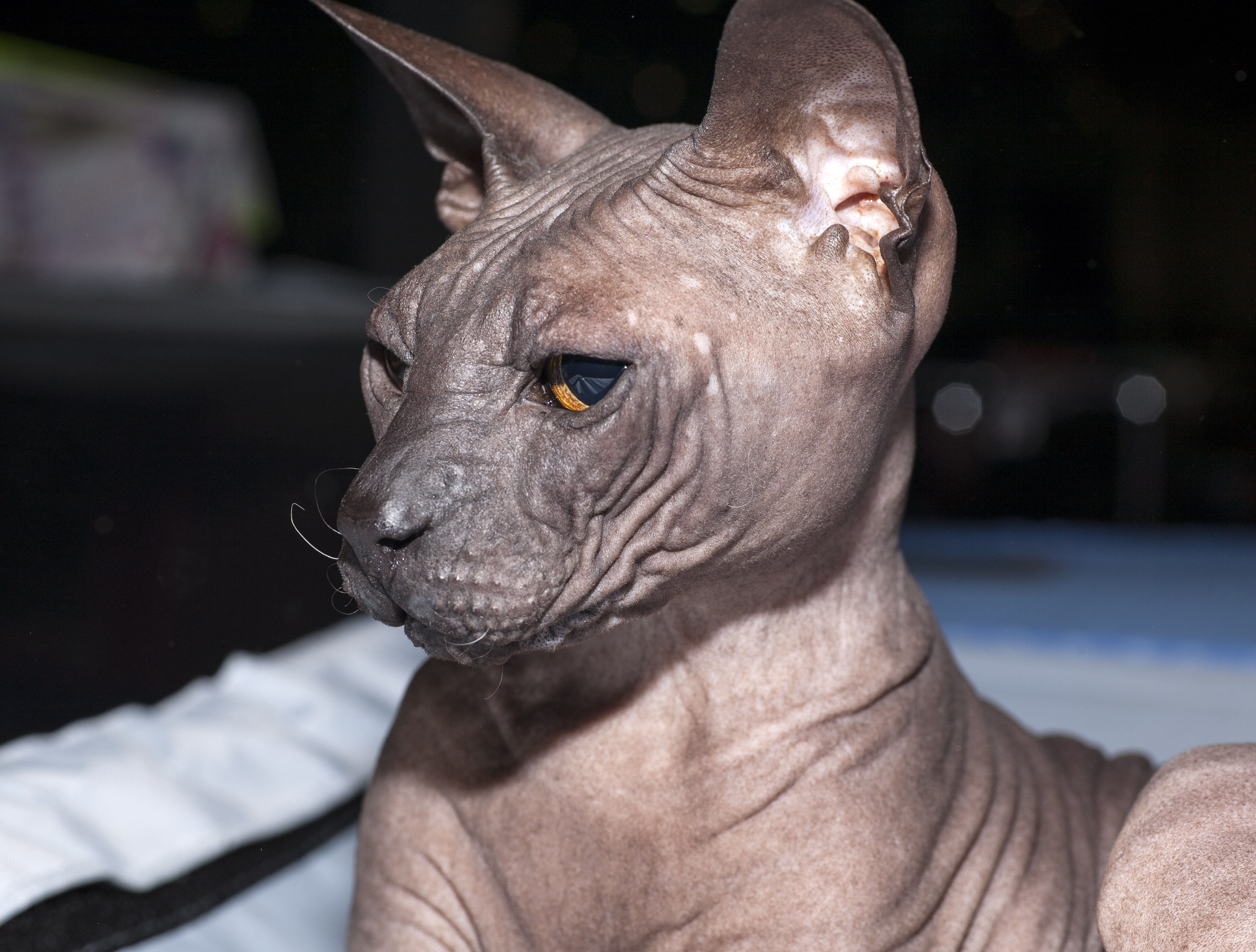